# 小行星6778
小行星6778（英語：6778 Tosamakoto）是一颗围绕太阳公转的小行星。1989年10月4日，高橋篤史、渡邊和郎在北见发现了此天体。
这颗小行星的绝对星等为320.8820678856153等。